# Baumasse
Unter der Baumasse versteht man die Summe aller Rauminhalte aller Vollgeschosse und  aller zugelassenen Aufenthaltsräume in den Dach- und Kellergeschossen. Hierzu werden auch die Decken und Wände der betroffenen Räume gezählt. Aus der Baumasse kann das Maß der baulichen Nutzung ermittelt werden.
Die Verwendung des Begriffes 'Masse' für Volumen ist in der deutschen Bauindustrie üblich - widerspricht aber den SI-Einheiten.